# Widad Amel Rouiba
Maillots
Dernière mise à jour : 9 mai 2020.
Le Widad Amel Rouiba (en arabe : وداد أمل الرويبة), plus couramment abrégé en WA Rouiba ou encore en WAR, est un club algérien de football fondé en 1947 et basé à Rouiba, ville de la banlieue est de la Wilaya d'Alger.

## Histoire[2].
Le Widad Amel Rouiba était le premier club musulman de la ville de Rouiba, il a participé aux différentes compétitions avant de suspendre ces activités en 1956 (comme tous les clubs algériens à la suite de l'appel du FLN).
Après l'indépendance, le Widad Amel Rouiba a repris le chemin de la compétition, il a participé au premier Critérium d'Honneur de l'Algérie (l'équivalent de la D1 actuelle), il s'est bien distingué entre les années 1960-1970 avant de ne plus se hisser aux paliers supérieurs depuis (le club s'appelait à l'époque le WOR - Widad Olympique de Rouiba).
Ces dernières années, le Widad Amel Rouiba tente de revenir en D2 mais ne parvient pas encore, actuellement l'équipe évolue en inter-régions (D4).

## Parcours

### En championnat d'Algérie
En 1962, le Widad Amel Rouiba participe dans le premier Critérium d'Honneur, groupe 1 de la région centre ; il était confronté à l'époque à pas mal de grands clubs tels que le MC Alger (futur Vice-Champion d'Algérie), la JS Kabylie, l'USM Maison-Carrée, la JS Bordj Ménail, etc., ce qui ne lui facilite pas la tâche et termine ainsi à la 7e place (sur 10), synonyme de relégation la saison suivante à la 1re division (D3 de l'époque).
Ensuite, l'équipe revient et se hisse à la division d'honneur (D2), et réalise des bons résultats face aux grands ténors du football algériens (7e place en 1965-66 (groupe centre), derrière respectivement le MC Alger, l'USM Alger, WA Boufarik, l'OM Ruisseau, la JS Kabylie, le Hydra AC et en devançant de grandes équipes telles que le SC Affreville, l'ASO Chlef, l'USM Maison-Carrée, la JS El Biar et le RC Arbâa) néanmoins elle retourne à la division d'honneur (D3) la saison suivante.
Entre 1966 et 1968, le WAR jouait et se classait dans le haut du tableau jusqu'en 1969, où il réalise son objectif en accédant en National 2. Lors de la saison 1969-70, le WAR (appelé à l'époque le WOR) réalise une grande performance en terminant 3e de son groupe derrière le CS Constantine et le MSP Batna, mais la saison suivante, il se relègue encore en 3e division.
Depuis ce temps-là, le Widad Amel Rouiba tente à plusieurs reprises de revenir en D2 mais sans y parvenir.
Au milieu des années 2000, le Widad Amel Rouiba a raté de peu son objectif de revenir en division 2 nationale, comme en témoigne la saison 2004-05 (à un point du premier IRB Sidi Aïssa, et ex æquo avec l'IRB Sougueur) ou en 2006-07, (car après une rude compétition contre la JSM Chéraga et le WR Bentalha, le WAR s'est classé 3e encore), ou aussi la saison suivante 2007-08 (avec une 3e place aussi derrière respectivement le WR Bentalha et l'ESM Koléa). Depuis 2010, le WAB évolue en ligue inter-régions.

### En coupe d'Algérie
Le Widad Amel Rouiba se contente ses dernières années de faire de la figuration dans cette compétition nationale. Par contre, la meilleure performance du club en coupe d'Algérie reste le quart de finale atteint en 1968 (éliminé par l'ES Guelma) après avoir éliminé en huitièmes de finale l'USM Alger par 3 buts à 2.
| Le célèbre maillot du grand WAR |

## Bilan sportif

### Classement en championnat d'Algérie par année
- 1962-63 : Critirume-d'Honneur Centre Gr. I, 7e
- 1963-64 : D3, première Division centre, ?e
- 1964-65 : D3, Promotion d'Honneur centre, 1er
- 1965-66 : D2, Centre, 7e
- 1966-67 : D3, Centre, 5e
- 1967-68 : D3, Centre, 7e
- 1968-69 : D3, Centre, 2e
- 1969-70 : D2, Centre-Est, 3e
- 1970-71 : D2, Centre-Est, 13e
- 1971-72 : D3, Centre, ?e
- 1972-73 : D?, ?e
- 1973-74 : D?, ?e
- 1974-75 : D?, ?e
- 1975-76 : D?, ?e
- 1976-77 : D?, ?e
- 1977-78 : D?, ?e
- 1978-79 : D?, ?e
- 1979-80 : D?, ?e
- 1980-81 : D?, ?e
- 1981-82 : D?, ?e
- 1982-83 : D?, ?e
- 1983-84 : D?, ?e
- 1984-85 : D?, ?e
- 1985-86 : D?, ?e
- 1986-87 : D?, ?e
- 1987-88 : D?, ?e
- 1988-89 : D?, ?e
- 1989-90 : D4, Centre, ?e
- 1990-91 : D4, Centre, ?e
- 1991-92 : D?, ?e
- 1992-93 : D?, ?e
- 1993-94 : D?, ?e
- 1994-95 : D?, ?e
- 1995-96 : D?, ?e
- 1996-97 : D?, ?e
- 1997-98 : D?, ?e
- 1998-99 : D3, Régional Centre, 3e
- 1999-00 : D4, Régional II Centre, ?e
- 2000-01 : D3, Régional Centre, ?e
- 2001-02 : D3, Régional Centre, ?e
- 2002-03 : D3, Régional Centre, ?e
- 2003-04 : D3, Régional I Alger, 1er
- 2004-05 : D3, Inter-régions Centre 3e
- 2005-06 : D3, Inter-régions Centre 5e
- 2006-07 : D3, Inter-régions Centre 3e
- 2007-08 : D3, Inter-régions Centre 3e
- 2008-09 : D3, Inter-régions Centre 11e
- 2009-10 : D3, Inter-régions Centre 15e
- 2010-11 : D4, Inter-régions Centre, ?e
- 2011-12 : D4, Inter-régions Centre, ?e
- 2012-13 : D4, Inter-régions Centre, ?e
- 2013-14 : D4, Inter-régions Centre, ?e
- 2014-15 : D4, Inter-régions Centre, ?e
- 2015-16 : D4, Inter-régions Centre, ?e
- 2016-17 : D4, Inter-régions Centre, ?e
- 2017-18 : D4, Inter-régions Centre, ?e
- 2018-19 : D4, Inter-régions Centre, ?e
- 2019-20 : D4, Inter-régions Centre, ?e

### Parcours du WA Rouiba en coupe d'Algérie
| Saison  | Tour              | Matchs                | Résultats     |
| ------- | ----------------- | --------------------- | ------------- |
| 1962-63 | 1/64 finale       | JS El Biar            | 1-0           |
| 1963-64 | 1/16 finale       | GSA Hydra             | 2-1           |
| 1964-65 | ?                 | ?                     | ?             |
| 1965-66 | 1/32 finale       | CR Belcourt           | 2-1           |
| 1966-67 | 1/16 finale       | NA Hussein Dey        | 3-0           |
| 1967-68 | 1/4 finale        | ES Guelma             | 3-0           |
| 1968-69 | 1/16 finale       | JSM Tiaret            | 2-1           |
| 1969-70 | 1/16 finale       | MSP Batna             | 2-1 a.p       |
| 1970-71 | 1/32 finale       | O Médéa               | 4-1           |
| 1971-72 | 1/32 finale       | ASPTT Alger           | 0-0           |
| 1972-73 | ?                 | ?                     | ?             |
| 1973-74 | 1/16 finale       | CS Constantine        | 4-2           |
| 1974-75 | 1/32 finale       | NA Hussein Dey        | 6-0           |
| 1975-76 | ?                 | ?                     | ?             |
| 1976-77 | ?                 | ?                     | ?             |
| 1977-78 | ?                 | ?                     | ?             |
| 1978-79 | ?                 | ?                     | ?             |
| 1979-80 | ?                 | ?                     | ?             |
| 1980-81 | ?                 | ?                     | ?             |
| 1981-82 | 1/32 finale       | O Médéa               | 0-0 t.a.b     |
| 1982-83 | ?e T.R            | ?                     | ?             |
| 1983-84 | ?e T.R            | ?                     | ?             |
| 1984-85 | ?e T.R            | ?                     | ?             |
| 1985-86 | ?e T.R            | ?                     | ?             |
| 1986-87 | 1/32 finale       | NRB Berrouaghia       | 3-0           |
| 1987-88 | 4e T.R            | ASB Metllili          | 0-0 t.a.b     |
| 1988-89 | ?e T.R            | ?                     | ?             |
| 1989-90 | N.J               | N.J                   | N.J           |
| 1990-91 | ?e T.R            | ?                     | ?             |
| 1991-92 | ?e T.R            | ?                     | ?             |
| 1992-93 | N.J               | N.J                   | N.J           |
| 1993-94 | ?e T.R            | ?                     | ?             |
| 1994-95 | ?e T.R            | ?                     | ?             |
| 1995-96 | 3e T.R            | DRB Baraki (B)        | 2-0           |
| 1996-97 | ?                 | ?                     | ?             |
| 1997-98 | ?                 | ?                     | ?             |
| 1998-99 | ?                 | ?                     | ?             |
| 1999-00 | ?                 | ?                     | ?             |
| 2000-01 | ?                 | ?                     | ?             |
| 2001-02 | ?                 | ?                     | ?             |
| 2002-03 | 1/64 finale       | MC Alger              | 2-0           |
| 2003-04 | ?                 | ?                     | ?             |
| 2004-05 | 1/32 finale       | JS Sig                | 1-0           |
| 2005-06 | Avant dernier T.R | ES Ben Aknoun         | 3-2           |
| 2006-07 | 1/32 finale       | RC Kouba              | 3-0           |
| 2007-08 | 1/32 finale       | WA Tlemcen            | 2-1           |
| 2008-09 | 1/64 finale       | CRB Bordj El Kiffan   | 3-1           |
| 2009-10 | Avant dernier T.R | JS Hai Djebel         | ?             |
| 2010-11 | 1/64 finale       | OMR El Anasser        | 0-0 t.a.b 4-2 |
| 2011-12 | 1/64 finale       | ES Kouba              | 1-1 t.a.b     |
| 2012-13 | Avant dernier T.R | JS Azazga             | ?             |
| 2013-14 | 1/64 finale       | NA Hussein Dey        | 1-0           |
| 2014-15 | Avant dernier T.R | Olympique Tizi Rached | ?             |
| 2015-16 | Avant dernier T.R | Paradou AC            | 3-0           |
| 2016-17 | Avant dernier T.R | CA Kouba              | 2-1           |
| 2017-18 | ?e T.R            |                       | ?             |
| 2018-19 | ?e T.R            |                       | ?             |
| 2019-20 | ?e T.R            |                       | ?             |

### Statistiques Tour atteint
le WA Rouiba à participer en ? édition, éliminé au tours régionale - fois et atteint les tours finale - fois.
| Édition | 1er tour | 2e tour | 3e tour | 4e tour | 64e de finale | 32e de finale | 16e de finale | 8e de finale | Quart de finale | Demi-finale | Finale | Champion |
| ------- | -------- | ------- | ------- | ------- | ------------- | ------------- | ------------- | ------------ | --------------- | ----------- | ------ | -------- |
| 55      | ?        | ?       | ?       | ?       | 00            | 00            | 00            | 00           | 00              | 00          | 00     | 00       |

### Bilan
| Compétition         | Saisons | Titres | J   | G   | N   | P   | Bp  | Bc  | Diff. |
| ------------------- | ------- | ------ | --- | --- | --- | --- | --- | --- | ----- |
| Critérium d'Honneur | 1       | -      | 18  | 7   | 3   | 8   | 27  | 21  | +6    |
| Ligue 2             | 3       | -      | ... | ... | ... | ... | ... | ... | ...   |
| Division 3          | ...     | ...    | ... | ... | ... | ... | ... | ... | ...   |
| Division 4          | ...     | ...    | ... | ... | ... | ... | ... | ... | ...   |
| Division 5          | ...     | ...    | ... | ... | ... | ... | ... | ... | ...   |
| Coupe d'Algérie     | 55      | -      |     |     |     |     |     |     |       |
| Total               | 56      | -      | ... | ... | ... | ... | ... | ... | ...   |

## Identité du club

### Logo et couleurs
Depuis la fondation du Widad Amel Rouiba en 1947, ses couleurs sont toujours l'orange et le vert.

Logo actuel.

### Les différents noms du club
| Jeunesse Sportive Musulmane de Rouiba |
| ------------------------------------- |

contenu manquant
| Widad Olympique de Rouiba |
| ------------------------- |

contenu manquant
| Widad Amel Rouiba |
| ----------------- |

contenu manquant

## Structures du club

### Infrastructures
Le Widad Amel Rouiba joue ses matches à domicile dans le Stade Boualem Mabrouki.